# Hietajoki (vattendrag, lat 68,47, long 22,42)
Hietajoki är ett vattendrag i Finland.   Det ligger i landskapet Lappland, i den norra delen av landet, 900 km norr om huvudstaden Helsingfors.